# Station Ljan
Station Ljan  is een station in Nordstrand, een stadsdeel in het zuidoosten van Oslo. Het station, geopend in 1879, ligt aan Østfoldbanen. Het eerste stationsgebouw uit 1879 was een ontwerp van Peter Andreas Blix. In 1923 werd het vervangen door het huidige station, ontworpen door Gudmund Hoel en Gerhard Fischer. Het is een beschermd monument. 
Ljan wordt bediend door lijn L2 de stoptrein tussen Skøyen en Ski

## Externe link

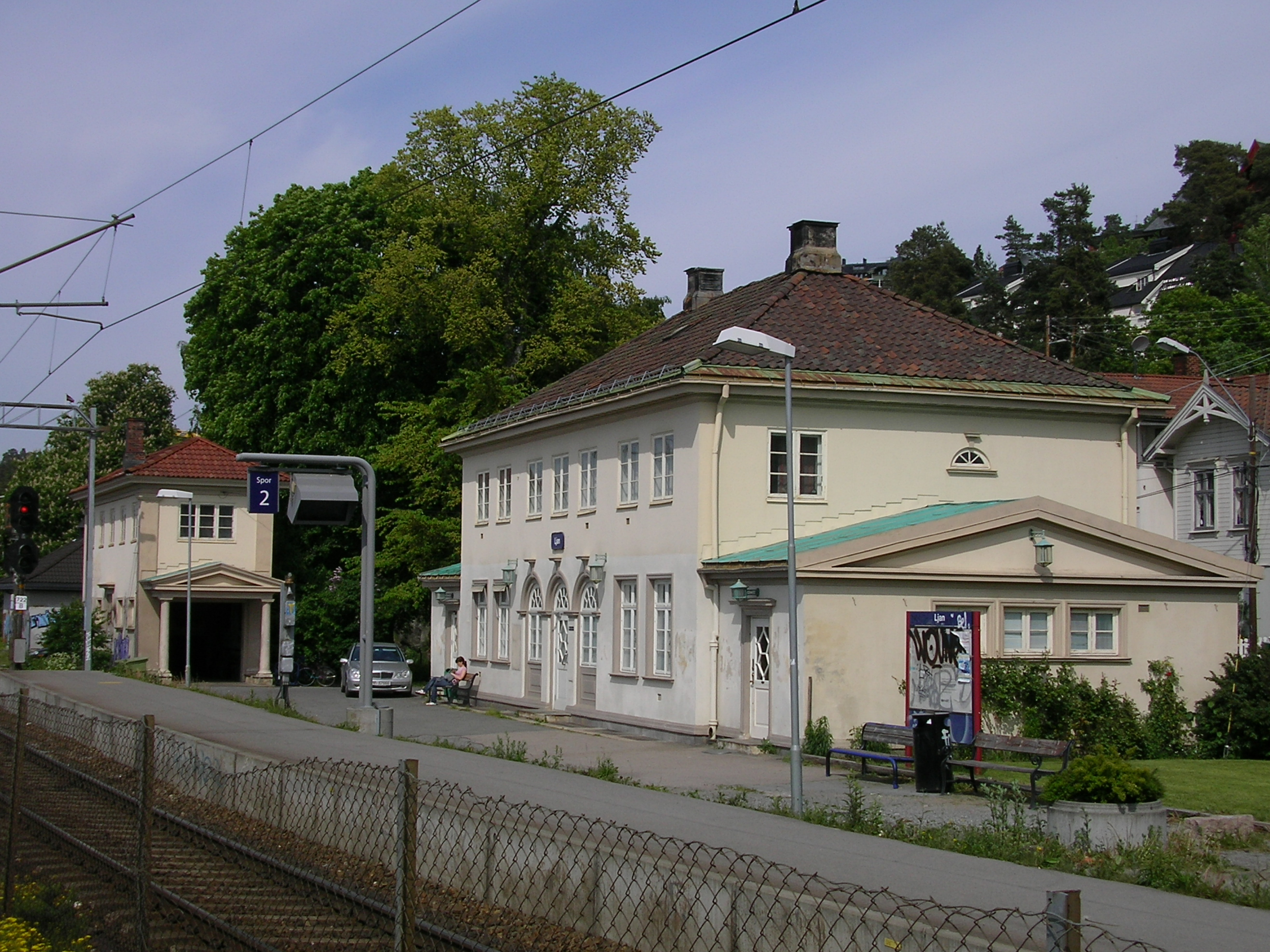
Het station in 2006